# 2004-es német rali
A 2004-es német rali (hivatalosan: 23. OMV ADAC Rallye Deutschland ) volt a 2004-es rali-világbajnokság tizedik futama. Augusztus 19 és 22 között került megrendezésre, 24 gyorsasági szakaszból állt, melyek össztávja 411 kilométert tett ki. A versenyen 69 páros indult, melyből 41 ért célba.
A versenyt 2002 és 2003 után újfent Sébastien Loeb nyerte. Másodikként François Duval zárt, harmadik pedig Carlos Sainz lett.
A futam az N csoportos rali-világbajnokság futama is volt egyben. Ezt az értékelést a spanyol Xavier Pons nyerte, Niall McShea és Alister McRae előtt.

## Szakaszok
| Nap                   | #   | Rajtidő | Szakasz               | Hossz    | Győztes                                   | Idő     | Versenyben vezető |
| --------------------- | --- | ------- | --------------------- | -------- | ----------------------------------------- | ------- | ----------------- |
| 1. nap (Augusztus 20) | 1.  | 09:53   | Ruwertal 1            | 17.84 km | Carlos Sainz                              | 10:51.7 | Carlos Sainz      |
| 1. nap (Augusztus 20) | 2.  | 10:33   | Dhrontal 1            | 21.04 km | François Duval                            | 11:57.7 | Sébastien Loeb    |
| 1. nap (Augusztus 20) | 3.  | 11:16   | Moselwein 1           | 18.18 km | François Duval                            | 10:42.3 | Sébastien Loeb    |
| 1. nap (Augusztus 20) | 4.  | 12:29   | Peterberg 1           | 10.45 km | Sébastien Loeb                            | 5:58.6  | Sébastien Loeb    |
| 1. nap (Augusztus 20) | 5.  | 14:50   | Ruwertal 2            | 17.84 km | Sébastien Loeb                            | 10:15.1 | Sébastien Loeb    |
| 1. nap (Augusztus 20) | 6.  | 15:30   | Dhrontal 2            | 21.04 km | Sébastien Loeb                            | 11:37.8 | Sébastien Loeb    |
| 1. nap (Augusztus 20) | 7.  | 16:13   | Moselwein 2           | 18.18 km | Sébastien Loeb                            | 10:41.3 | Sébastien Loeb    |
| 1. nap (Augusztus 20) | 8.  | 17:26   | Peterberg 2           | 10.45 km | Sébastien Loeb                            | 5:55.4  | Sébastien Loeb    |
| 2. nap (Augusztus 21) | 9.  | 09:33   | Bosenberg 1           | 17.11 km | A versenyzők átlagidőt kaptak             | 9:39.4  | Sébastien Loeb    |
| 2. nap (Augusztus 21) | 10. | 10:33   | Erzweiler 1           | 20.00 km | François Duval                            | 12:13.4 | Sébastien Loeb    |
| 2. nap (Augusztus 21) | 11. | 11:08   | Panzerplatte Sprint 1 | 8.30 km  | Markko Märtin                             | 4:46.6  | Sébastien Loeb    |
| 2. nap (Augusztus 21) | 12. | 11:46   | Panzerplatte Lang 1   | 40.30 km | Sébastien Loeb Markko Märtin Carlos Sainz | 23:59.6 | Sébastien Loeb    |
| 2. nap (Augusztus 21) | 13. | 14:32   | Bosenberg 2           | 17.11 km | Armin Schwarz                             | 9:36.6  | Sébastien Loeb    |
| 2. nap (Augusztus 21) | 14. | 15:32   | Erzweiler 2           | 20.00 km | Sébastien Loeb                            | 12:15.3 | Sébastien Loeb    |
| 2. nap (Augusztus 21) | 15. | 16:07   | Panzerplatte Sprint 2 | 8.30 km  | Freddy Loix                               | 4:45.6  | Sébastien Loeb    |
| 2. nap (Augusztus 21) | 16. | 16:45   | Panzerplatte Lang 2   | 40.30 km | Sébastien Loeb                            | 24:22.8 | Sébastien Loeb    |
| 2. nap (Augusztus 21) | 17. | 19:36   | St Wendel 1           | 6.24 km  | Cédric Robert                             | 3:29.2  | Sébastien Loeb    |
| 3. nap (Augusztus 22) | 18. | 07:20   | St Wendeler Land 1    | 14.80 km | Freddy Loix                               | 7:46.3  | Sébastien Loeb    |
| 3. nap (Augusztus 22) | 19. | 07:49   | Teufelskopf 1         | 17.53 km | François Duval                            | 11:08.0 | Sébastien Loeb    |
| 3. nap (Augusztus 22) | 20. | 08:30   | Birkenfelder Land 1   | 13.74 km | Cédric Robert                             | 8:04.8  | Sébastien Loeb    |
| 3. nap (Augusztus 22) | 21. | 09:54   | St Wendeler Land 2    | 14.80 km | François Duval                            | 7:39.9  | Sébastien Loeb    |
| 3. nap (Augusztus 22) | 22. | 10:23   | Teufelskopf 2         | 17.53 km | François Duval                            | 10:56.8 | Sébastien Loeb    |
| 3. nap (Augusztus 22) | 23. | 11:04   | Birkenfelder Land 2   | 14.80 km | Marcus Grönholm                           | 8:00.2  | Sébastien Loeb    |
| 3. nap (Augusztus 22) | 24. | 12:02   | St Wendel 2           | 6.24 km  | Marcus Grönholm                           | 3:22.4  | Sébastien Loeb    |

## Végeredmény
|          | Versenyző         | Navigátor       | Autó                    | Idő       | Különbség | Pont |
| -------- | ----------------- | --------------- | ----------------------- | --------- | --------- | ---- |
| 1.       | Sébastien Loeb    | Daniel Elena    | Citroën Xsara WRC       | 4:01:57.4 |           | 10   |
| 2.       | François Duval    | Stéphane Prévot | Ford Focus WRC          | 4:02:26.5 | +29.1     | 8    |
| 3.       | Carlos Sainz      | Marc Martí      | Citroën Xsara WRC       | 4:03:06.9 | +1:09.5   | 6    |
| 4.       | Markko Märtin     | Michael Park    | Ford Focus WRC          | 4:04:37.8 | +2:40.4   | 5    |
| 5.       | Cédric Robert     | Gérald Bedon    | Peugeot 307 WRC         | 4:05:27.5 | +3:30.1   | 4    |
| 6.       | Freddy Loix       | Sven Smeets     | Peugeot 307 WRC         | 4:06:03.4 | +4:06.0   | 3    |
| 7.       | Toni Gardemeister | Paavo Lukander  | Škoda Fabia WRC         | 4:07:41.6 | +5:44.2   | 2    |
| 8.       | Mikko Hirvonen    | Jarmo Lehtinen  | Subaru Impreza WRC      | 4:08:38.5 | +6:41.1   | 1    |
| PCWRC    |                   |                 |                         |           |           |      |
| 1. (15.) | Xavier Pons       | Oriol Julià     | Mitsubishi Lancer Evo 8 | 4:24:11.4 |           | 10   |
| 2. (16.) | Niall McShea      | Michael Orr     | Subaru Impreza WRX STi  | 4:24:41.8 | +30.4     | 8    |
| 3. (17.) | Alister McRae     | David Senior    | Subaru Impreza WRX STi  | 4:25:57.0 | +1:45.6   | 6    |
| 4. (18.) | Arai Tosihiro     | Tony Sircombe   | Subaru Impreza WRX STi  | 4:26:03.4 | +1:52.0   | 5    |
| 5. (20.) | Jani Paasonen     | Jani Vainikka   | Mitsubishi Lancer Evo 7 | 4:28:29.3 | +4:17.9   | 4    |
| 6. (25.) | Sebastian Vollak  | Michael Kölbach | Mitsubishi Lancer Evo 7 | 4:34:22.3 | +10:10.9  | 3    |
| 7. (29.) | Georgi Geradżijew | Nikola Popow    | Mitsubishi Lancer Evo 7 | 4:45:47.9 | +21:36.5  | 2    |
| 8. (31.) | Ricardo Triviño   | Jordi Barrabès  | Mitsubishi Lancer Evo 7 | 4:50:28.5 | +26:17.1  | 1    |